# Юаньшань (станция метро)
«Юаньшань» (англ. Yuanshan; кит. 圓山) — станция линии Даньшуй Тайбэйского метрополитена. Станция открыта 28 марта 1997 года в составе первого участка линии Даньшуй. Расположена между станциями «Цзяньтань» и «Западная улица Миньцюань». Находится на территории района Датун в Тайбэе.

## Техническая характеристика
Станция «Юаньшань» — эстакадная с островной платформой. На станции есть два выхода, оснащенные эскалаторами. Один выход также оснащён лифтом для пожилых людей и инвалидов.

## Близлежащие достопримечательности
Недалеко от станции находятся Тайбэйский музей изящных искусств, усадьба Чэнюэцзи, парк искусств Чжуншань, парки Синьшэн, Дацзя и Даху, храм Баоань (храм Сохранения Спокойствия) и храм Конфуция. Также недалеко располагается гостиница Юаньшань.
В преддверии выставки Флора Экспо 2010 станция была модернизирована и стала первой в системе метрополитена с установленными автоматическими платформенными воротами. 1 октября 2010 года на станции были установлены автоматические платформенные ворота.